# Eleccions legislatives belgues de 2014
El 25 de maig de 2014 es van celebrar eleccions legislatives a Bèlgica. Van ser triats els 150 membres de la Cambra de Representants, mentre que el Senat va deixar de ser triat directament després de la reforma de l'Estat de 2011-2012. Aquestes van ser les primeres eleccions celebrades sota el regnat del rei Felip.

## Sistema electoral
Els 150 membres de la Cambra de Representants de Bèlgica, repartits en 62 escons de parla francesa i 88 escons de parla neerlandesa, sense escons de la regió de llengua alemanya. Els diputats són elegits en les 11 circumscripcions que formen les deu províncies i Brussel·les-Capital, amb entre 4 i 24 escons. Els escons s'assignen mitjançant el mètode D'Hondt, amb un llindar electoral del 5% per circumscripció.
En juliol de 2012 el districte electoral de Brussel·les-Halle-Vilvoorde es va dividir en un districte electoral per al Brabant Flamenc i un per a Brussel·les de 19 municipis.

## Conseqüències
Després de les eleccions de 2014, Charles Michel del Mouvement Réformateur (MR) esdevingué el primer ministre més jove de la història de Bèlgica. amb un govern de coalició de Nieuw-Vlaamse Alliantie (N-VA), MR, Christen-Democratisch en Vlaams (CD&V) i Open Vlaamse Liberalen en Democraten (Open Vld).
Interès Flamenc va patir una greu derrota i l'endemà Gerolf Annemans va anunciar la seva dimissió.